# 沙林
沙林（Sarin）是一種神經毒劑，透過抑制乙酰胆碱酯酶來破壞神經系統的功能。沙林在人體中的降解速度很慢，具有累積毒性。
1938年，沙林由德國法本公司的研究者格哈德·施拉德(Gerhard Schrader)、奧托·安布羅斯(Otto Ambros)、G.李特尔(Gerhard Ritter)、范·德尔·林德(Van der Linde)首次發現，為研製新型殺蟲劑的副產物，這種毒劑就是以上述4個人的姓中的5個字母命名為“Sarin”。德國人很快發現這種毒氣的軍事價值，並投入生產，但是二戰期間並未使用。二戰後，這種毒劑才開始在世界範圍內生產。美軍代號GB，蘇軍代號P-35。

## 合成
沙林有多種合成路線，從DC（甲膦酰二氯）出發合成沙林的反應如下：
CH3POCl2 + KHF2 → CH3POF2 + KCl + HCl
CH3POCl2 + (CH3)2CHOH (異丙醇) → (CH3)2CHOOPClCH3 + HCl
CH3POF2 + (CH3)2CHOH → (CH3)2CH2OOPFCH3 + HF
(CH3)2CH2OOPClCH3 + HF → (CH3)2CHOOPFCH3 + HCl

## 物理性質
無色水樣液體，纯净时无气味，只有在混入雜質時才会散發气味。沸點158℃，易与水混溶，可溶於多数有機溶劑中。

## 化學性質
1. 易與鹼作用，其水解產物：CH3-(i-PrO)-P=O-OH並無毒性，且其水解速率隨鹼性度而改變。其分解產物及前體甲膦酸二異丙酯（DIMP）在政府測試中被用作沙林的模擬劑，並且能於存在氟離子的酸性條件下再次生成沙林。
2. 對金屬或鋼鐵微起腐蝕作用。

## 生理毒性
沙林可經由皮膚、眼睛接觸、呼吸道吸入或由口食入等途徑危害身體，抑制乙醯膽鹼酯酶活性，使乙醯膽鹼堆積，損害神经系统功能，其半数致死量(LCt50，大鼠，吸入)为26.2ppm(150 mg/m³)/10min，其立即威胁生命健康浓度(IDLH，大鼠，吸入)为0.0175 ppm(0.1 mg/m³)。沙林毒气的致死机理和其他神经类毒气类似，通过妨害突触间隙神经递质的作用麻痹肌肉，包括呼吸系统所必需的肌肉，从而造成窒息。即使非致死劑量的沙林侵入人體，也會造成瞳孔縮小、視力困難、胸部緊塞、頭痛、噁心以及嘔吐等症狀，更大濃度時亦會使人暈眩、焦慮、心智損傷、肌肉痙攣、呼吸困難，甚至死亡。
- 對自律神經系統的影響：呼吸困難、視力減退、瞳孔縮小、流涎、出汗、腹瀉、噁心、腹痛和嘔吐。

- 對中樞神經系統的影響：呼吸次數減少、頭痛、痙攣、昏迷、呼吸停止、意識不清、譫妄和抑鬱。

## 解毒劑
沙林的吸入半致死数为35mg-min/m³（3ppm暴露2min）。可為病患注射阿托品以減輕繼發症狀，提高其存活率。应優先救治仍有心跳和脈搏明顯的患者。
可能的解藥：
- 解磷定
- 长托宁（盐酸戊乙奎醚）

## 關聯項目
- 東京地鐵沙林毒氣事件
- 松本沙林毒氣事件
- 2013年敘利亞化學武器襲擊事件